# Баранова, Алёна Александровна
Алёна Алекса́ндровна Бара́нова (род. 22 января 2001, Томск) — российская лыжница, призёр чемпионатов России. Мастер спорта России (2018).

## Биография
Алёна родилась в Томске. Её мама, Наталья Баранова-Масалкина, олимпийская чемпионка 2006 года и серебряный призёр чемпионата мира-2005 в эстафетах.
В детские годы в течение семи лет занималась русскими народными танцами. Через некоторое время стала заниматься лыжами под руководством своего школьного учителя физкультуры Натальи Васильевой. Воспитанница спортивной школы олимпийского резерва «Юность Москвы».
В сборной России тренировалась у Егора Сорина, Андрея Нутрихина и Юрия Бородавко. На внутрироссийских соревнованиях выступает за Москву и Томскую область.

### Спортивная карьера
В юниорские годы неоднократно становилась победителем и призёром всероссийских соревнованиях по лыжным гонкам в различных возрастных категориях.
На международных соревнованиях дебютировала в январе 2019 года на юниорском первенстве мира в финском Лахти, где выступила в одной гонке, спринте классическим стилем, где заняла 14-е место. Спустя месяц, на Европейском юношеском Олимпийском фестивале в Сараево завоевала два серебра: в гонке на 5 км свободным стилем и спринте классическим стилем.
В августе 2020 года Баранова стала бронзовым призёром чемпионата России по лыжероллерам в гонке с раздельным стартом.
В феврале 2021 года участвовала на чемпионате мира среди юниоров в финском Вуокатти, став 26-й в спринте классическим стилем. Через месяц Баранова выиграла свою первую награду на чемпионатах России, завоевав бронзу в командном спринте свободным стилем.
14 декабря 2023 года одержала свою первую победу во взрослой карьере, выиграв золото спринта классическим стилем на этапе Кубка России в Кирово-Чепецке.

## Личная жизнь
Состоит в отношениях с Дмитрием Можаровским, ранее также занимавшимся лыжными гонками.
В свободное от спорта время занимается организаций фотосессий.